# 彭家寨乡
彭家寨乡，是中华人民共和国河北省邯郸市复兴区下辖的一个乡镇级行政单位。

## 行政区划
彭家寨乡下辖以下地区：
彭家寨社区、后郝村社区、西大屯社区、西小屯社区、下庄社区、前百家社区、后百家社区、十里铺社区、王郎社区、孟仵社区、庞村社区、前郝村社区、聂庄社区、东邢台社区和西邢台社区。